# Sóller

Lokalizacja gminy na mapie Majorki.

Sóller – miasto w Hiszpanii w północno-zachodniej części wyspy Majorka. To także nazwa położonego kilkanaście kilometrów dalej, na wybrzeżu, portu o tej samej nazwie (Port de Sóller). Do portu z miasta można dostać się zabytkowym tramwajem.
Region znany jest z gajów pomarańczowych i cytrynowych, nazywanych doliną drzew pomarańczowych (Velle de los Naranjos), oraz z drzew oliwnych, migdałowych i figowych.

## Galeria

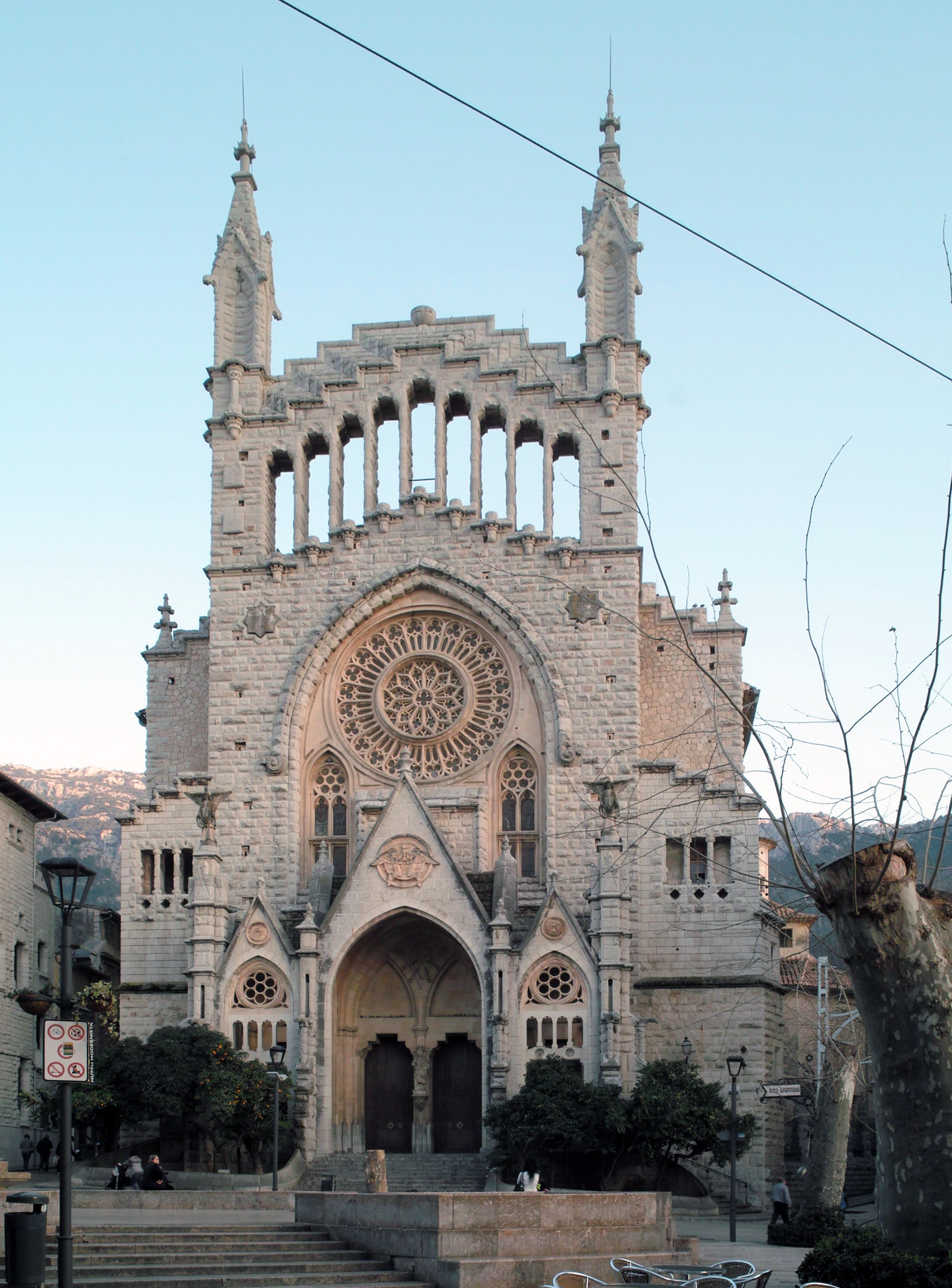
Kościół św. Bartłomieja
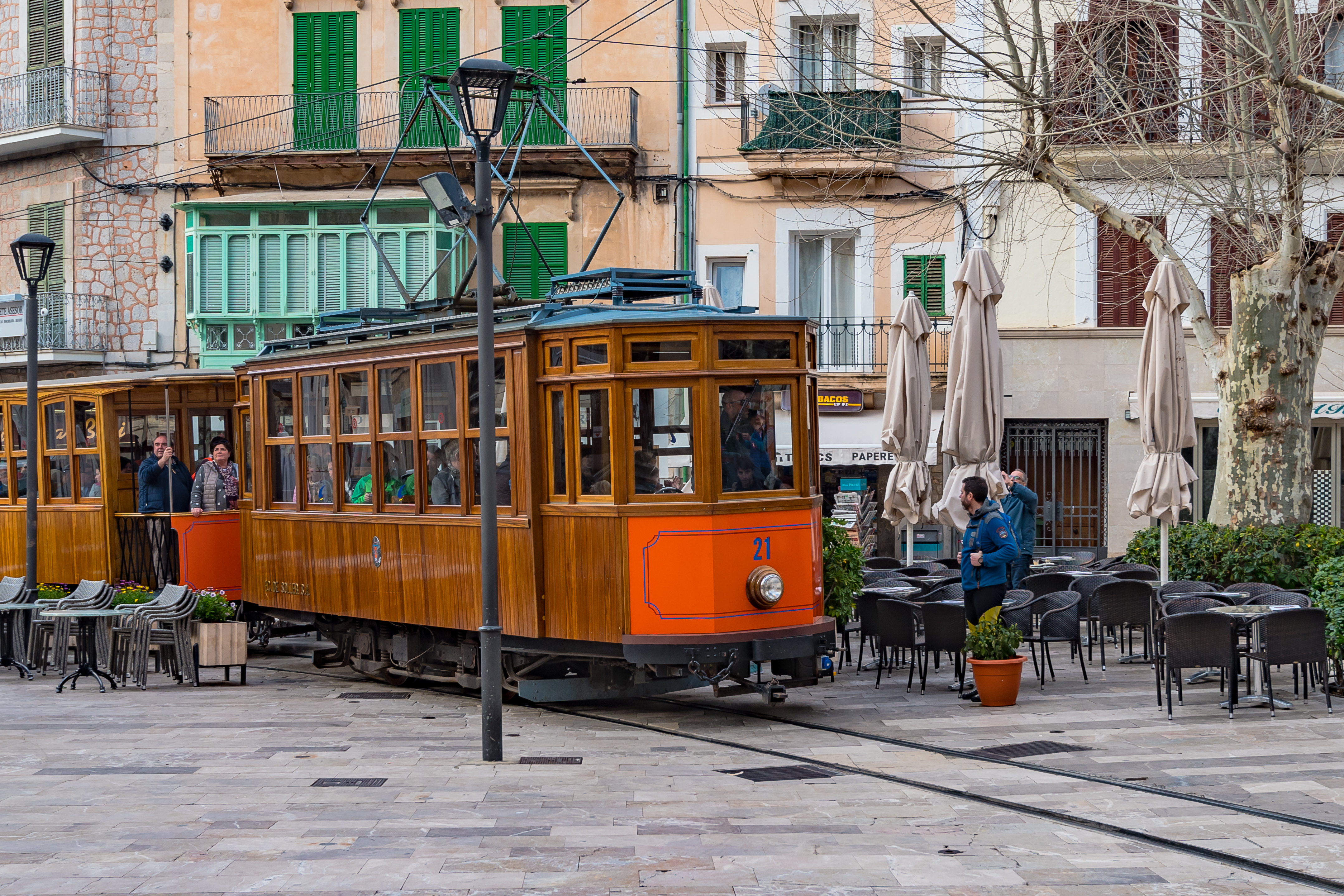
Zabytkowy Tramwaj